# A Keresztapa II.
A Keresztapa II. (The Godfather: Part II) 1974-ben bemutatott színes amerikai film Francis Ford Coppola rendezésében, mely A Keresztapa c. film folytatása. Az első részt megelőző, részben azt követő cselekményeket mutat be. Ahogy Francis Ford Coppola az 1974-es Oscar-gálán, a legjobb rendezőnek járó díj köszönőbeszédében elmondta: „Charlie Bluhdorn ötlete volt. Amikor meghallottam, mondtam neki: »A Keresztapának folytatást készíteni garantált bukást jelent, és mindent elveszíthetek, amit eddig sikerült elérnem.« (…) Örülök neki, hogy megpróbáltam.”

## Történet
A film két különböző történetet mesél el: az egyik közvetlen folytatása az előző résznek, míg a másik Vito Corleone történetét meséli el.

### Michael története
1958-ban, fiának elsőáldozása alkalmából Michael, mint keresztapa, fogadja az alvilág prominens tagjait. Egyikük, Frank Pentangeli sérelmezi, hogy Michael nem segít neki megvédeni brooklyni területeit a Rosato testvérektől, akik Michael üzleti partnerének, Hyman Rothnak dolgoznak. Aznap éjjel megpróbálnak vele végezni a saját otthonában, ezért Michael úgy dönt, Miamiba utazik, hogy találkozzon Rothtal és előkészítsen egy nagyszabású üzleti tárgyalást Kubában. Addig mindent Tom Hagenre bíz.
Michael azt gyanítja, hogy Roth állhat a gyilkossági kísérlet mögött, ezért meglátogatja Miamiban a látszólag betegeskedő maffiózót, aki előtt leplezi gyanúját. Eközben Pentangeli megpróbál békét kötni a Rosato testvérekkel, de azok megpróbálnak végezni vele. Roth, Michael, és néhány üzleti partnerük Havannába utaznak, ahol a helyi diktátorral, Fulgencio Batistával szeretnének hosszútávú partnerséget kötni. Michael elbizonytalanodik, amikor megérzi a kubai forradalom előszelét. Szilveszter este megpróbálja megöletni Roth-ot és a testőrét, Johnny Olát. Roth túléli, Michael testőrét, Bussettát pedig lelövik a rendőrök. Michael a saját testvérbátyját, Fredót kezdi el gyanítani az események mögött, amikor a bátyja elszólja magát, hogy korábban már találkozott Olával. Időközben kitör a kubai forradalom, Batistát megfosztják a hatalmától, a kialakuló káoszban Michael, Fredo, és Roth is visszaszöknek az Egyesült Államokba. Hazatérve Michael döbbenten tudja meg, hogy felesége, Kay elvetélt.
Amerikában a szenátus szervezett bűnözés elleni vizsgálóbizottsága érdeklődni kezd a Corleone család tevékenysége iránt. Pentangeli, aki azt hiszi, hogy Michael elárulta őt és meg akarta öletni, kész eskü alatt ellene vallani, ezért bekerül a tanúvédelmi programba.
Fredo visszatér Nevadába, ahol négyszemközt bevallja Michaelnek, hogy féltékenységében, amiért nem ő lett a család feje, segített Roth-nak, azért, hogy cserébe kapjon valamit – bár mint mondja, azzal nem számolt, hogy öccsét megölhetik. Michael óriásit csalódik Fredóban, és ezt a tudtára is hozza. Közben mivel Pentangelihez nem tud hozzáférkőzni, Michael Szicíliából Washingtonba hozatja Pentangeli testvérbátyját, aki puszta jelenlétével rábírja öccsét, hogy vonja vissza terhelő vallomását. Kay bevallja Michaelnek, hogy nem vetélt el, hanem valójában elvetette magzatát, mert félt férjének alvilági üzelmeitől. Az őrjöngő Michael elkergeti Kayt és elszakítja őt a gyermekektől.
Miután anyjuk, Carmela meghal, Michael látszólag megbocsát Fredónak, azonban elrendeli, hogy Al Neri ölje meg a testvérét a tónál. Hyman Roth nem kap menedékjogot Izraelben, sőt az ország területére sem engedik be, ezért visszatér az Egyesült Államokba. Michael még a repülőtéren lelöveti őt Rocco Lamponéval, akivel közvetlenül ezután a rendőrök végeznek. Közben Tom Hagen felkeresi Pentangelit, és közli vele, hogy az ókori Rómában a császár sikertelen merénylői öngyilkosságot követtek el. Miután biztosítékot kapott, hogy a családja biztonságban lesz, Pentangeli felvágja az ereit a fürdőszobában és meghal. Eközben Michael magányosan ül a tó melletti családi fészekben.

### Vito története
1901-ben a szicíliai Corleonéban a kilencéves Vito Andolini családját megölik, mert apja ellenszegült a helyi maffiavezérnek, Don Cicciónak. Az üldözött kisfiút rokonai kijuttatják Szicíliából. Vito Amerikába hajózik, ahol tévedésből a Corleone vezetéknevet kapja.
1917-ben Vito már házas ember,és első fia, Sonny is megszületett. A helyi maffiózó, a kíméletlen Don Fanucci üzelmei miatt azonban Vito elveszíti állását, ezért nem sokat gondolkodik, amikor Pete Clemenza megkéri, hogy segítsen neki egy betörésben.
1920-ra már Fredo és Michael is megszülettek, Vito pedig továbbra is a bűn útját járja. Don Fanucci ezt megneszeli és védelmi pénzt követel tőle és társaitól. Clemenza és Salvatore Tessio aggodalmaskodnak és szó nélkül fizetnének, de Vito szerint egy kisebb összeg is elegendő lesz neki, mert úgymond tesz Fanuccinak egy olyan ajánlatot, amit az nem fog visszautasítani. Egy fesztivál során belopózik abba a házba, Don Fanucci lakik és lakása ajtajában agyonlövi őt.
Vito hírneve most már elég nagyra nőtt ahhoz, hogy tiszteljék és féljenek tőle. Egy özvegyasszony bepanaszolja nála a főbérlőjét, aki ki akarja őt lakoltatni. Már Vito puszta hírneve elrettenti a férfit e szándékától. Vito és társai elindítják legális vállalkozásukat, a „Genco Pure Olive Oil”-t.
1923-ban Vito hazalátogat Szicíliába. Ő és Don Tommassino névleg azért mennek Corleonéba, hogy áldásukat kérjék a közben megöregedett Don Cicciótól az olívaolajas vállalkozásukhoz. Vito felfedi magát és halálos bosszút áll családja meggyilkolásáért a keresztapán. A menekülés közben kitört lövöldözésben Don Tommassino is súlyosan megsérül.
1941. december 7-én az egész család Vito meglepetés-születésnapi ünnepségére készül, amikor váratlanul betoppan Michael. Közli, hogy a Pearl Harbor elleni támadás miatt otthagyja az egyetemet és önként belép a hadseregbe. Sonny és Tom dühösen és megdöbbenve fogadják a hírt, egyedül Fredo szimpatizál vele.

## Produkció
A Paramount a századelői jeleneteket a burbanki stúdióban akarta forgatni, de a rendező ragaszkodott hozzá, hogy Vito életének középső szakaszát, és a helyi Don Vitóvá való átalakulását eredeti helyszíneken, New York századelői hangulatot sugárzó utcáin vegyék fel. Arról a részről, mikor Michael bátyját – aki mint kiderül, elárulja őt – szemrebbenés nélkül kivégezteti, Mario Puzo erről a nem éppen nézőcsalogató tettről ekképpen nyilatkozott: „Amikor Francis úgy döntött, hogy Michael ölje meg Fredót, én azt mondtam neki, hogy ne tegye, de ő hajthatatlan volt. Tudomásul vettem, de azt ajánlottam, hogy Michael legalább addig várjon, amíg a mama meghal, s csak azután végezzen a fivérével. Látszott, hogy nem engedi ki a keze közül a dolgokat, és amit kitalált, azt véghez is viszi.”

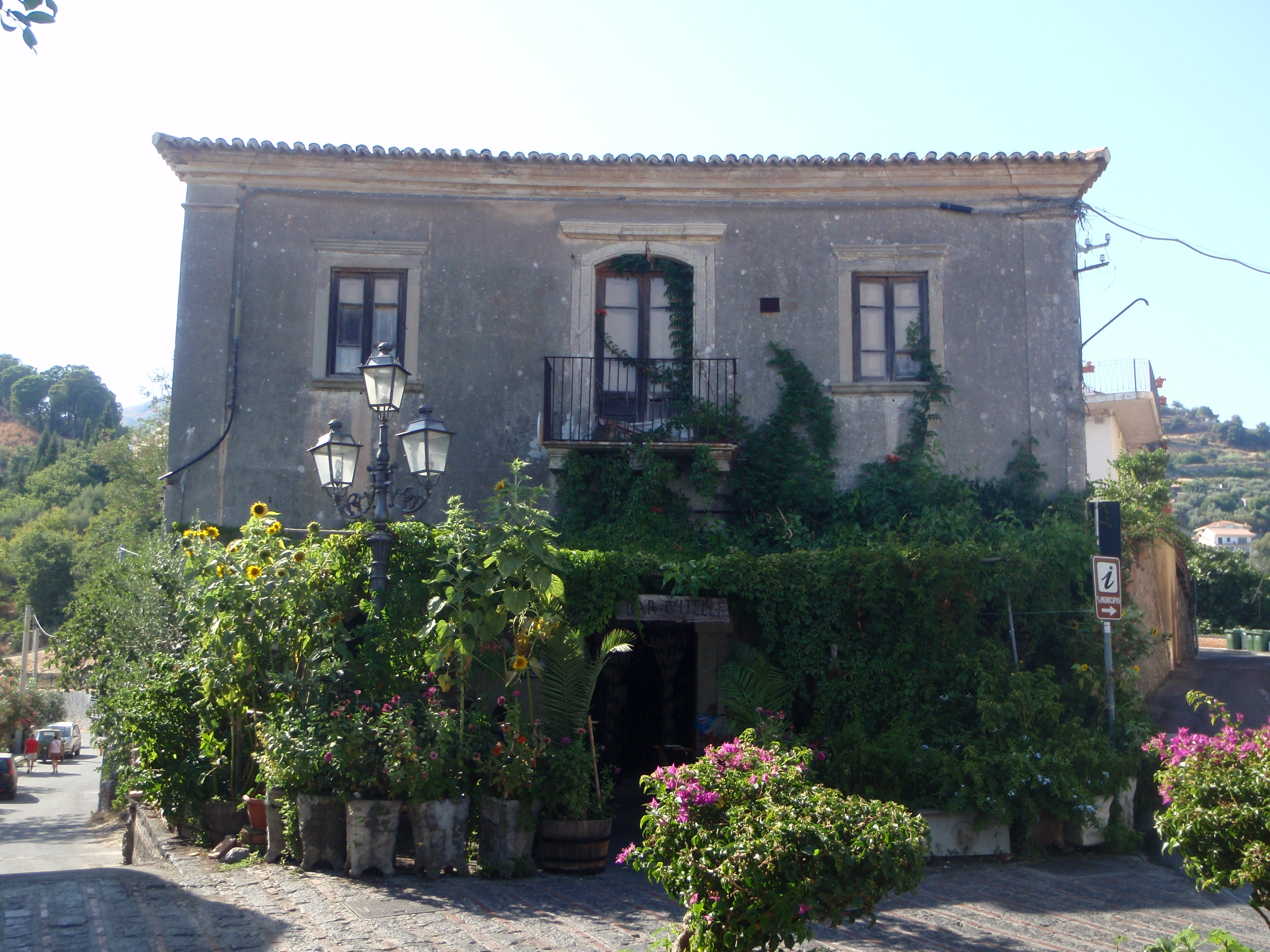
Bar Vitelli, egykori forgatási helyszín

Az ifjú Vito Corleone kiválasztása nehéz feladat volt a rendező és a stúdió számára, ugyanis Coppola A Keresztapa első részében készített próbafelvételek alkalmával meglátott valamit Robert De Niróban. Francis előszedte az első rész próbafelvételei alkalmával meghallgatott, kissé rideg, ám felettébb karizmatikus személyiséget, aki végül eljátszhatta az emigránsként Amerikába érkezett kis Vito harmincéves énjét. De Niro a szerep eljátszásához különböző fortélyokat vetett be, és Pacinóhoz hasonlóan ő is meghálálta a szerepet, mely végül Oscar-díjat eredményezett a számára. A film elején még olyan problémák merültek fel, hogy Vitónak milyen kinézete legyen, és hogy olaszként viseljen-e bajuszt, vagy sem. A probléma megoldására De Niro így emlékszik vissza: „Az egészet egy pénzérmével oldottuk meg: ha fej, lesz bajusz, ha írás, nem lesz.” Az első és a második rész világviszonylatban közel 800 millió dollárt hozott.

## Szereplők
| Szerep                    | Színész          | Magyar hang             | Magyar hang                |
| Szerep                    | Színész          | 1. szinkron (1983)      | 2. szinkron (1997)         |
| ------------------------- | ---------------- | ----------------------- | -------------------------- |
| Don Michael Corleone      | Al Pacino        | Végvári Tamás           | Végvári Tamás              |
| Vito Corleone             | Robert De Niro   | (eredeti olasz nyelven) | (eredeti olasz nyelven)    |
| Tom Hagen                 | Robert Duvall    | Dózsa László            | Helyey László              |
| Santino „Sonny” Corleone  | James Caan       | Márton András           | Szakácsi Sándor            |
| Kay Corleone              | Diane Keaton     | Egri Márta              | Kovács Nóra                |
| Fredo Corleone            | John Cazale      | Halmágyi Sándor         | Incze József               |
| Connie Corleone Rizzi     | Talia Shire      | Kiss Mari               | Vándor Éva                 |
| Hyman Roth                | Lee Strasberg    | Verebes Károly          | Dobránszky Zoltán          |
| Johnny Ola                | Dominic Chianese | Makay Sándor            | Sinkovits-Vitay András     |
| Frankie Pentangeli        | Michael V. Gazzo | Csákányi László         | Makay Sándor               |
| Pat Geary szenátor        | G.D. Spradlin    | Bács Ferenc             | Fülöp Zsigmond             |
| Don Fanucci               | Gastone Moschin  | (eredeti olasz nyelven) | (eredeti olasz nyelven)    |
| Pete Clemenza fiatalon    | Bruno Kirby      | (eredeti olasz nyelven) | (eredeti olasz nyelven)    |
| „Sally” Tessio fiatalon   | John Aprea       | (eredeti olasz nyelven) | (eredeti olasz nyelven)    |
| Salvatore „Sally” Tessio  | Abe Vigoda       | Képessy József          | Gruber Hugó                |
| Al Neri                   | Richard Bright   | Botár Endre             | Melis Gábor / Garai Róbert |
| Willie Cicci              | Joe Spinell      | Koroknay Géza           | Várkonyi András            |
| Bussetta, Michael testőre | Amerigo Tot      | (néma szereplő)         | (néma szereplő)            |

## Díjak és jelölések
Oscar-díj (1975)
- díj: legjobb férfi mellékszereplő (Robert De Niro)
- díj: legjobb látványtervező (Dean Tavoularis, Angelo P. Graham és George R. Nelson)
- díj: legjobb rendező (Francis Ford Coppola)
- díj: legjobb filmzene (Nino Rota, Carmine Coppola)
- díj: legjobb film (Francis Ford Coppola, Gray Frederickson és Fred Roos)
- díj: legjobb adaptált forgatókönyv (Francis Ford Coppola és Mario Puzo)
- jelölés: legjobb férfi főszereplő (Al Pacino)
- jelölés: legjobb férfi mellékszereplő (Michael V. Gazzo)
- jelölés: legjobb férfi mellékszereplő (Lee Strasberg)
- jelölés: legjobb női mellékszereplő (Talia Shire)
- jelölés: legjobb jelmeztervező (Theadora Van Runkle)

BAFTA-díj (1976)
- díj: legjobb férfi alakítás (Al Pacino)
- jelölés: Anthony Asquith-díj a legjobb filmzenének (Nino Rota)
- jelölés: legjobb vágás (Peter Zinner, Barry Malkin, Richard Marks)
- jelölés: legígéretesebb főszereplő újonc (Robert De Niro)

Golden Globe-díj (1975)
- jelölés: legjobb rendező (Francis Ford Coppola)
- jelölés: legjobb eredeti filmzene (Nino Rota)
- jelölés: legjobb vágás (Peter Zinner, Barry Malkin, Richard Marks)
- jelölés: legjobb filmdráma
- jelölés: legjobb forgatókönyv (Francis Ford Coppola, Mario Puzo)

Writers Guild of America (1975)
- díj: legjobb adaptált forgatókönyv (Francis Ford Coppola, Mario Puzo)

National Society of Film Critics Awards (1975)
- díj: legjobb rendező (Francis Ford Coppola)
- díj: legjobb operatőr (Gordon Willis)

Kansas City Film Critics Circle Awards (1975)
- díj: legjobb rendező (Francis Ford Coppola)

Directors Guild of America (1975)
- díj: legjobb rendezés (Francis Ford Coppola, Michael S. Glick (plakett), Newt Arnold (plakett), Henry J. Lange Jr. (plakett))